# ثابا
ثابا (بالنيبالية: थापा) هو أحد أسماء العائلات النبالية التي تتمتع بشعبية واسعة في نيبال. ويعد العائلة واحدة من العائلات النبالية الأساسية الأربعة مع شاه وباسني وبابونجي. ومن المعروف أن هذه العائلات الأربعة قد قادت نيبال خلال الفترة الرائعة.
تشتهر هذه العائلة بأنها واحدة من الأسر الأكثر تأثيرًا في نيبال.

## أصل العائلة
تعود أصول عائلة ثابا إلى منطقة ماغارات في نيبال الشرقية. وتحكي الأساطير المحلية أن أصول هذه العائلة تعود إلى القرن الخامس عشر، عندما كان أحد أسلاف العائلة يخدم في الجيش النيبالي.

## التاريخ
كانت عائلة ثابا تشغل مناصب عليا في المملكة النيبالية خلال القرون السابقة، وتحظى بالكثير من الاحترام والتقدير في  شعب نيبال. وكان أحد أشهر أفراد العائلة هو ماتريبوشانا ثابا ، الذي شغل منصب رئيس وزراء نيبال ثلاث مرات.

## الثقافة
تتميز عائلة ثابا بأسلوب اللباس التقليدي النيبالي ، ويشتهر العديد من أفراد العائلة بموهبتهم في الفنون والأدب ، مع وجود العديد من الشعراء والكتاب والفنانين من بين أفراد العائلة.